# ياكوب كلاين
ياكوب كلاين (بالإنجليزية: Jacob Theodor Klein)‏ (و. 1685 – 1759 م) هو رياضياتي، ودبلوماسي، ومؤرخ، وعالم نبات، وعالم حشرات، من الكومنولث البولندي الليتواني، ولد في كونيغسبرغ، وكان عضوًا في الجمعية الملكية، والأكاديمية الروسية للعلوم، والأكاديمية البروسية للعلوم، توفي في غدانسك، عن عمر يناهز 74 عاماً.

## جوائز
حصل على جوائز منها:
- زميل في الجمعية الملكية.